# Stazione di Jena Paradies
La stazione di Jena Paradies è una fermata ferroviaria della città tedesca di Jena, lungo la linea della Saale.